# Mestna občina Ptuj
Mestna občina Ptuj je ena izmed 12 mestnih občin v Sloveniji z okoli 23.500 prebivalci s središčem na Ptuju.
Ptuj je ena od 12 mestnih občin v Republiki Sloveniji, in je tudi najstarejše slovensko mesto. Leži v Podravju. Na zahodu meji na Hajdino in Starše, na severozahodu na Duplek, na severu na Lenart in Destrnik, na vzhodu na Juršince in Dornavo, na jugozahodu na Markovce, ter na jugu na Videm. Središče mestne občine s 23.500 ljudmi je mesto Ptuj, ki je osmo največje mesto v Sloveniji z 18.339 prebivalci.
V obdobju SR Slovenije oz. do leta 1994, ko so se od nje postopno osamosvojile številne manjše občine, je bila Občina Ptuj površinsko in številčno ena največjih slovenskih občin (okoli 70.000 ljudi), ki je poleg spodnjega Dravskega polja obsegala tudi celotne Haloze. 
Prvotno je mesto Ptuj (Poetovio) ležalo na območju današnjih Term Ptuj (Hotel Grand Primus).

## Naselja v občini
Grajena, Grajenščak, Kicar, Krčevina pri Vurbergu, Mestni Vrh, Pacinje, Podvinci, Ptuj, Spodnji Velovlek, Spuhlja.

## Četrtne skupnosti
Mestna občina Ptuj obsega 8 četrtnih skupnosti:
| Četrtna skupnost | Prebivalstvo |
| ---------------- | ------------ |
| Center           | 3681         |
| Breg-Turnišče    | 3743         |
| Ljudski Vrt      | 5903         |
| Jezero           | 1581         |
| Panorama         | 2072         |
| Rogoznica        | 3867         |
| Grajena          | 2390         |
| Spuhlja          | 872          |

## Letališče
- športno letališče Ptuj (Moškanjci) - 7 km
- Letališče Edvarda Rusjana Maribor (Slivnica)  - 18 km

## Zgodovina
1910 so v mestu nemško govoreči tvorili 86 % prebivalcev, okoliške vasi pa so bile slovenske. Delež nemško govorečih se je zmanjševal po 1918. Med drugo svetovno vojno je bilo slovensko prebivalstvo deportirano, v njihove domove pa naseljeni Nemci iz južne Tirolske in Kočevske, kateri so, skupaj z domačimi ptujskimi Nemci (Pettauer), zbežali ali bili izgnani 1945.

## Mestne znamenitosti
- Ptujski grad
- Cerkev sv. Jurija
- Mali grad
- Ptujski rotovž
- Dominikanski samostan
- Orfejev spomenik
- Minoritski samostan
- Zgornji dvor
- Cerkev sv. Ožbalta
- Florjanovo znamenje

### Muzeji
- Pokrajinski muzej Ptuj na Ptujskem gradu,

### Običaji
- Ptujsko kurentovanje.

## Nagrade in priznanja
- 1994: Steletovo priznanje za posebno skrb pri varovanju, obnavljanju in oživljanju zgodovinskega mestnega jedra Ptuja